# Steinmetz Opel Tuning
| Steinmetz Commodore A 3000 GS Motorsport Gruppe II | Steinmetz Commodore A 3000 GS Motorsport Gruppe II |
| Fahrzeugdaten                                      | Fahrzeugdaten                                      |
| -------------------------------------------------- | -------------------------------------------------- |
| Modell:                                            | Steinmetz Commodore A 3000 GS Gruppe II            |
| Hubraum:                                           | 2990 cm³                                           |
| Hub:                                               | 69,8                                               |
| Bohrung:                                           | 95,4                                               |
| Max. Drehmoment:                                   | 305 Nm bei 6100/min                                |
| Gemischaufbereitung:                               | drei Weber-Doppelflachstromvergaser                |
| Getriebe:                                          | Fünfgang-Renngetriebe                              |
| Leergewicht:                                       | 1070 kg                                            |
| Leistungsgewicht:                                  | 3,5 kg/PS                                          |
| Bremse:                                            | innenbelüftete Scheiben rundum                     |
| Höchstgeschwindigkeit                              | je nach Hinterachsübersetzung                      |
| Beschleunigung 0–100 km/h                          | 5,3 Sekunden                                       |
| Preis (1970)                                       | ca. 45.000 DM*                                     |
|                                                    | * der inflationsbereinigte Kaufpreis ~ x 5.        |

Steinmetz Opel Tuning ist seit den 1970er Jahren ein Tuner für Opel-Modelle.

## Steinmetz-Automobiltechnik GmbH
Die von Klaus Steinmetz gegründete Steinmetz-Automobiltechnik GmbH, Sportzentrum für Opel-Fahrzeuge mit Sitz in Rüsselsheim am Main, verfügte schon in den frühen 1970er Jahren über ein umfassendes Straßenzubehörprogramm.

### Rennsport
Für den Motorsport lieferte Opel in den Jahren 1970 bis 1971 den Commodore A mit 2784-cm³-Motor, Doppelvergasern und serienmäßigen 107 kW bei 5200/min. Der Motor war der Sechszylinder aus den großen Opelmodellen (KAD), den die Opel-Tuner Irmscher und Steinmetz auf 250 PS und mehr Leistung brachten. Besonders die gelb-schwarzen Steinmetz Opel Commodore waren den BMW-Coupés, Porsche 911 und Ford Capri RS auf den Rennstrecken ebenbürtig. Schließlich bot Opel eine speziell auf die Bedürfnisse der umbauwilligen Motorsportler zugeschnittene Variante an, den 2800 GS Motorsport:
- zweitürige Limousine
- Sportgetriebe, eng gestuft
- direkter übersetztes Lenkgetriebe
- Sperrdifferential
- Schalensitze vorn
- Verbundglas-Frontscheibe (statt des üblichen Einscheiben-Sicherheitsglases)

Schon das Werk reduzierte das Gewicht:
- Heck- und Seitenscheiben bestehen aus Plexiglas
- Motorhaube und Kofferdeckel aus glasfaserverstärktem Kunststoff (GFK).
- Kotflügelverbreiterungen aus GFK
- Zier- und Anbauteile weggelassen, nur die Eckzierleisten waren noch montiert,
- Innenverkleidungen der Türen Leichtbauvariante
- Heizung nicht eingebaut.

Für weiteres Tuning verwies man an die einschlägigen Betriebe Steinmetz und Irmscher. Dort erhielt man:
- Sportfahrwerk mit kürzeren Federn, anderen Aufhängungsgummis und härteren Dämpfern
- Hinterachswattgestänge (das Wattgestänge verleiht der Hinterachse eine sehr exakte und stabile Führung, ein „Versetzen“ wird fast völlig verhindert).
- unterschiedliche, auf den jeweiligen Einsatz angepasste Achsübersetzungen
- innenbelüftete Rennscheibenbremsen vorn und hinten (Diplomat-V8-Hinterradbremse), Alusättel vorn,
- Kotflügelverbreiterungen,
- breitere Felgen und Reifen,
- 120-Liter-Tank,
- Vorderachsabstützung vorn,
- Fusina-Sportlenkrader in verschiedenen Varianten,
- Überrollbügel oder Überrollkäfig,
- Doppelstoßdämpfer an der Hinterachse,
- asymmetrische Führungsgelenke vorn für negativen Sturz,
- Unibal-gelagerte Zugstreben,
- verstärkte Stabilisatoren,
- Fächerkrümmer.
- ab 1971: ZF-Fünfgang-Getriebe, V. Gang 0,87 übersetzt
- ab 1971: Querstromzylinderkopf
- ab 1971: Trockensumpfschmierung.

1977 wurde die Tätigkeit im Tuningbereich eingestellt.

## Steinmetz GmbH
Die Kohl-Gruppe kaufte die Namensrechte der Steinmetz-Automobiltechnik GmbH, um zusammen mit Klaus Steinmetz 1993 die Steinmetz GmbH mit Sitz in Aachen zu gründen. Der bekannte Name sollte für einen „schnellen Start“ bei den Opel-Freunden sorgen.
Es wurde ein originaler Steinmetz-Opel Commodore A Gruppe B GS 3000 aus dem Jahr 1971 (Auto von Rennfahrer Hans-Wilhelm Ridder) restauriert, der auf der IAA 1993 wieder wie in den 70er Jahren ein großes Interesse auf die neu gegründete Firma Steinmetz lenken konnte.
Bei der Restaurierung wurden einige Veränderungen vorgenommen, die mit dem originalen Steinmetz Commodore nicht viel gemeinsam haben. Der Wagen wurde mithilfe der Karosserie eines Rekord C neu aufgebaut. Die Originalkarosse des „Ridder“-Fahrzeuges verschwand im Schrottcontainer. Der restaurierte Steinmetz Opel Commodore half erheblich dabei, Emotionen bei den vielzähligen Besuchern und Fachleuten zu wecken. An der Erinnerung an die glorreichen Zeiten eines Opel Commodore im Motorsport konnte kaum jemand vorbeigehen. Außerdem präsentierte man erste neue Produkte. Daneben wurde ein zukünftiges Sportprojekt mit dem Steinmetz-Opel Astra FIA Klasse II gezeigt.
Inzwischen schied Klaus Steinmetz wieder aus. 2006 sind alle Steinmetz-Teile TÜV-geprüft und über die Opel-Vertragshändler erhältlich.

## Steinmetz-Automobiltechnik GbR
2012 entschied sich Oliver Steinmetz, Sohn des mittlerweile verstorbenen Klaus Steinmetz, die Aktivitäten seines Vaters weiterzuführen. In der wieder gegründeten Steinmetz-Automobiltechnik werden die Produkte aus den Jahren 1970 bis 1974 wieder verfügbar gemacht.